# Josep Pelegrí i Clariana
Josep Pelegrí i Clariana (Abrera, Baix Llobregat, 1838 - Barcelona, 1878) fou un pintor i esmaltador català.
Estudià a l'Acadèmia de Belles Arts de Barcelona amb Claudi Lorenzale, Josep Serra i Porsón i Martí i Alsina, assolint diverses recompenses pels seus quadres a l'oli en les exposicions regionals barcelonines de 1865 i 1869. Aprengué amb intuïció natural la pintura d'esmalt, en la qual arribà a sobresortir amb tanta notorietat, que el joier Josep Masriera li encarregà el 1866 la direcció d'aquesta especialitat als seus tallers, després d'haver anat a Ginebra, Suïssa per aprendre aquesta tècnica.
Arribà a produir notables obres d'art en aquesta branca, tals com l'espasa regalada per l'exèrcit de Catalunya al general Gaminde, el 1871; la làpida d'or oferida a Arsenio Martínez-Campos, el 1876, i la gerra d'argent regalada a Sagasta, el 1882.
També es dedicà al dibuix a la ploma, il·lustrant algunes obres artístiques i literàries. En el ram d'esmalts produí retrats que es conserven com a vertaders primors de miniatura, perfecta execució i exacta semblança.